# دیو وینفیلد (بازیکن فوتبال)
دیو وینفیلد (انگلیسی: Dave Winfield؛ زادهٔ ۲۴ مارس ۱۹۸۸) بازیکن فوتبال اهل بریتانیا است.
از باشگاه‌هایی که در آن بازی کرده است می‌توان به باشگاه فوتبال سالزبری سیتی، باشگاه فوتبال وایکام واندررز، باشگاه فوتبال استاینز تاون، باشگاه فوتبال ابسفلیت یونایتد، باشگاه فوتبال یورک سیتی، باشگاه فوتبال ای‌اف‌سی ویمبلدون، باشگاه فوتبال چرتسی تاون، باشگاه فوتبال شروزبری تاون، و باشگاه فوتبال آلدرشات تاون اشاره کرد.